# Kopernikanische Wende

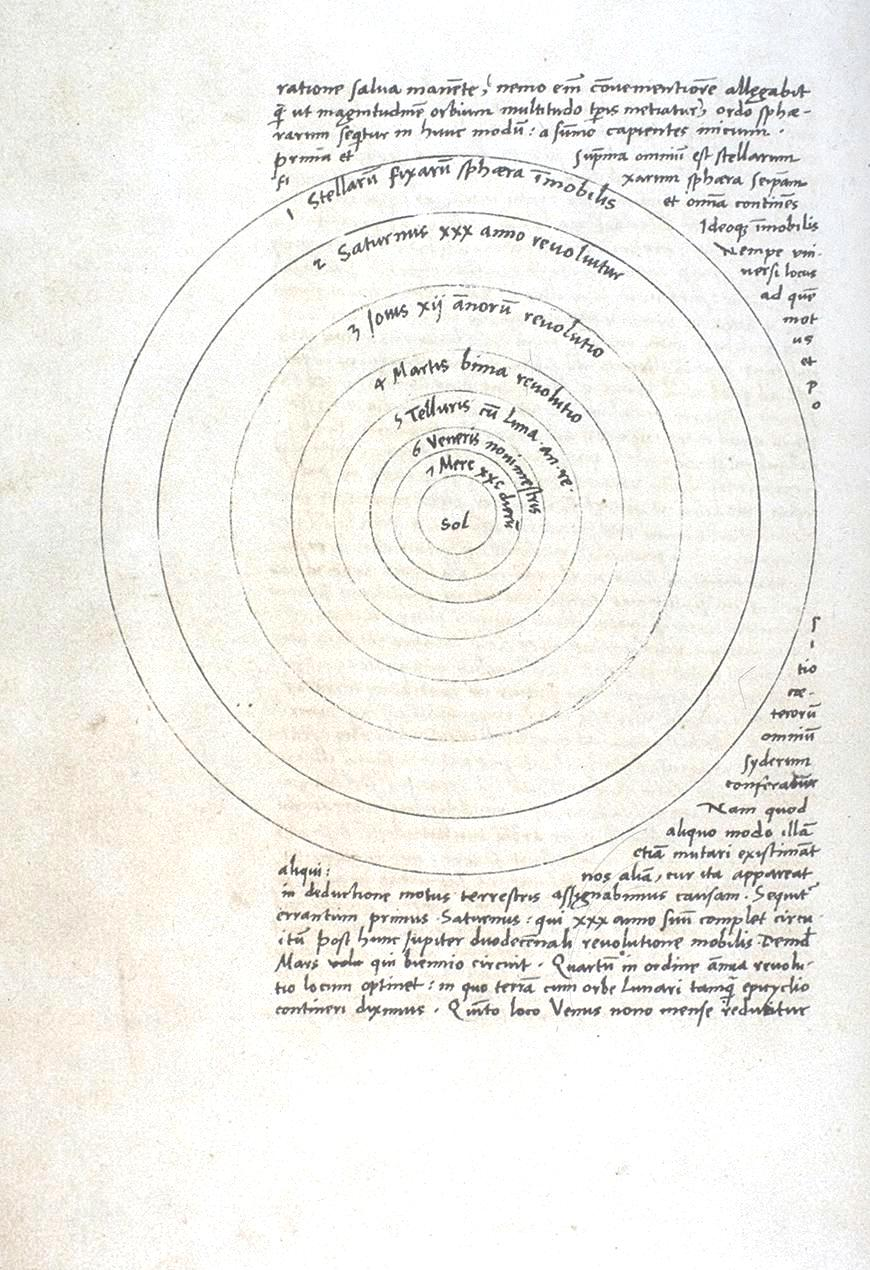
Diese Zeichnung im Manuskript des Werkes De revolutionibus orbium coelestium (1543) von Nikolaus Kopernikus veranschaulicht den Ausgangspunkt des kopernikanischen Weltbilds: Die Planeten bewegen sich auf kreisförmigen Bahnen um die Sonne.

Unter der kopernikanischen Wende oder der kopernikanischen Revolution (nach Nikolaus Kopernikus) versteht man die Abkehr vom geozentrischen Weltbild. Laut Hans Blumenberg bestand die Wende darin, bei der Erforschung der Welt über den unmittelbaren Augenschein hinauszugehen, um durch konstruktive Vernunft zu neuen Erkenntnissen zu gelangen.
In einem engeren Sinn ist mit der kopernikanischen Wende das Ende der Auffassung gemeint, dass die Erde im Weltmittelpunkt ruhe und von rotierenden himmlischen Sphären umgeben sei. In einem weiteren Sinn umfasst die kopernikanische Wende das Ende der mit diesem Weltbild verbundenen weitreichenden Vorstellungen in Philosophie und Religion des ausgehenden europäischen Mittelalters über die Stellung des Menschen in der Welt. Dieses Verständnis der kopernikanischen Wende diente zur Abgrenzung zwischen Mittelalter und Neuzeit in der Geschichtswissenschaft.
Seit dem 19. Jahrhundert wird der Ausdruck „kopernikanische Wende“ im übertragenen Sinne auch in anderen Wissensgebieten verwendet, um eine neue Theorie oder ein Umdenken (z. B. linguistische Wende, kognitive Wende) als revolutionär und folgenreich als Paradigmenwechsel herauszustellen. In der Geschichte der Philosophie wird zudem von einer „kopernikanischen Wende“ gesprochen, die Immanuel Kant in der Kritik der reinen Vernunft (1781) mit seinem Vorschlag einer Transzendentalphilosophie vollzogen habe. Kant selber hat den Ausdruck „Kopernikanische Wende“ in seinen Schriften nicht benutzt, allerdings sprach er in der Vorrede der zweiten Auflage von 1787 davon, dass eine „Umänderung der Denkart“ in der Philosophie ebenso zu vollziehen sei wie bei Kopernikus in der Kosmologie oder bei Euklid in der Geometrie.

## Astronomiegeschichte und historische Auswirkungen

### Kopernikus’ Erklärung der Bewegungen der Himmelskörper

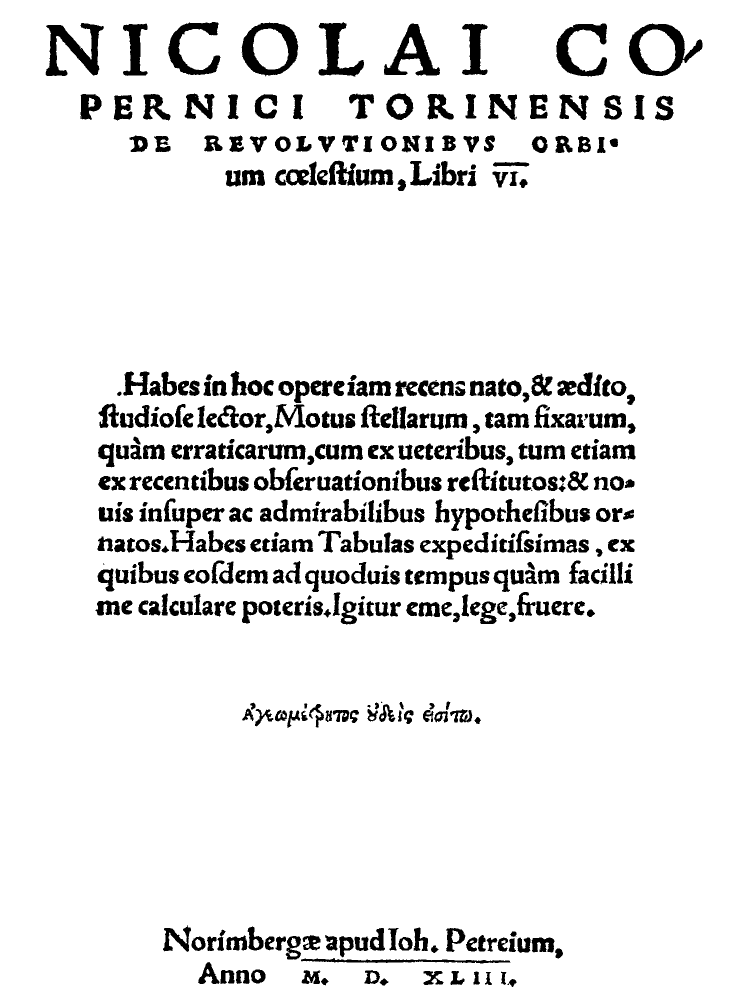
Originalausgabe von Kopernikus’ Hauptwerk, gedruckt von Johannes Petreius, Nürnberg 1543

Die kopernikanische Wende wurde durch das 1543 im Druck erschienene Hauptwerk De revolutionibus orbium coelestium von Nikolaus Kopernikus ausgelöst. Hierin wurde die Vorstellung von der ruhenden Erde aufgegeben und durch die Annahme ersetzt, dass die Erde eine zweifache Bewegung ausführt, indem sie sich täglich um ihre Achse dreht und jährlich um die Sonne kreist.
Kopernikus betont die „Harmonie“ des Weltbilds, da die Planeten die Sonne auf einfachen Kreisbahnen umlaufen. Dieses sei „leichter begreiflich“, als die Bewegungen der Himmelskörper wie bisher in eine „fast endlose Menge von Kreisen zersplittert“ zu sehen (s. Scheinbare rückläufige Bewegung). Die „Weisheit der Natur“ würde sich hüten, etwas „Überflüssiges und Unnützes“ hervorzubringen. Vielmehr „lenkt die Sonne, auf ihrem königlichen Throne sitzend, die sie umkreisende Familie der Gestirne“. Durch ihre Umlaufbahn „empfängt die Erde von der Sonne und wird schwanger mit jährlicher Geburt“, was besser einleuchte als eine Sonne, die die Erde täglich umkreist. Vom stoischen Prinzip, dass die kosmische Ordnung zugleich eine moralische Ordnung sei, weicht Kopernikus noch nicht ab.
Damit konnte Kopernikus die Grundvorstellungen über die Bewegungen am Himmel stark vereinfachen, was der „neuen Denkweise“ des Rationalismus entsprach. Sein System war aber im Detail nicht weniger kompliziert, da er strikt bei dem aristotelischen Dogma blieb, im Himmel könne es nur gleichförmige Kreisbewegungen geben. Daher waren etwa ebenso viele zusammengesetzte Kreisbewegungen erforderlich wie im älteren geozentrischen System, um die Planetenpositionen mit vergleichbarer Genauigkeit berechnen zu können. Die von Kopernikus bekräftigte Treue zu antiken Autoritäten und theologische Überlegungen lässt ihn in Verbindung mit den neuen Idealvorstellungen der Renaissance nicht als Revolutionär, sondern als Mittler zwischen Altem und Neuem erscheinen.
Dass das heliozentrische System gegen Ende des 17. Jahrhunderts allgemeine Anerkennung fand, beruht auf weiteren entscheidenden Veränderungen, die auf der von Kopernikus etablierten Grundlage möglich waren. Nach Johannes Kepler genügte für jeden Planeten eine einzige Ellipse, um seine Bewegung um die Sonne darzustellen, und nach Isaac Newton war das ganze Planetensystem im Rahmen der durch ihn ausgearbeiteten Mechanik durch ein einfaches Gesetz der allgemeinen Massenanziehung zu erklären. In diesen Weiterentwicklungen erlaubte das Modell nun eine vereinfachte Berechnung der Planetenbewegungen, die dennoch präzisere Vorhersagen ermöglichten als die vor Kopernikus üblichen Verfahren. Hinzu kamen Bestätigungen des neuen Weltbilds durch die ersten Fernrohrbeobachtungen der Planeten, vor allem durch Galileo Galilei, sowie durch den Nachweis, dass die nach Kepler und erst recht die nach Newton berechneten Planetenpositionen um ein Vielfaches genauer waren als früher.
Die übliche Bezeichnung als heliozentrisches Weltbild trifft dabei im strengen Sinn nur auf den von Kepler erreichten Entwicklungsstand zu, denn bei Kopernikus kreisten die Planeten und auch die Sonne selbst noch um die fiktive „mittlere Sonne“ und bei Newton um das Baryzentrum des Sonnensystems, während das Weltall als solches überhaupt keinen Mittelpunkt mehr besaß.
Die kopernikanische Wende bedeutete eine tiefgreifende Veränderung in der Wahrnehmung des Universums. Kopernikus’ heliozentrisches Modell stellte die bis dahin vorherrschende geozentrische Sichtweise infrage und leitete eine neue Ära des wissenschaftlichen Denkens ein.

### Veränderung des traditionellen Weltbilds
Kopernikus’ Veröffentlichungen argumentieren selbst für sein Modell noch mit der Vorstellung einer Sphärenharmonie, doch schon er und mehr noch seine Nachfolger (wie u. a. Tycho Brahe, Johannes Kepler, Galileo Galilei, Isaac Newton) brachen mit einer ganzen Reihe althergebrachter Vorstellungen und Lehrsätze, die ausgehend von der Kosmologie zu grundlegenden Verschiebungen des Weltbilds führten. In der für die europäische und arabische Welt seit der Spätantike bestimmenden aristotelischen Physiktradition und dem ptolemäischen Weltbild war die Welt klar in verschiedene Sphären geteilt. In der „sublunaren“ (unterhalb des Mondes liegenden) Sphäre galten die beobachtbaren Gesetze der Physik und Mechanik, die alle darin liegenden Dinge als bewegliche und veränderliche und endliche Dinge, den Gesetzen der Natur bzw. dem Spiel der Naturkräfte unterwarf. Umgeben war diese von der Sphäre der Wandelsterne, in die auch die Sonne fiel, als bewegliche, aber veränderliche Dinge. Um diese herum wurde schließlich eine nur im Ganzen rotierende Sphäre der unveränderlichen und ansonsten unbeweglichen Fixsterne gedacht. Jenseits dieser sollte wiederum ein völlig „unbewegter Beweger“ stehen.
In der Renaissance kam als Alternative die Idee der Entsprechung von Mikro- und Makrokosmos auf – die Bewegungen „der Himmel“ (gemeint waren die Sphären) – sollten direkt mit bestimmten Ereignissen auf der Erde korrespondieren. Diese Vorstellung führte im Neoplatonismus zu einem Wiederaufleben der Astrologie, da man glaubte, die Himmelskörper hätten direkten Einfluss auf das irdische Leben. Die für das Zeitalter der Entdeckungen und die Navigation ohnehin hoch relevante Astronomie erfuhr hier noch weiteres Interesse. Aufklärungsautoren wie Pierre Bayle wandten sich in ihren Schriften gegen solche astrologischen Vorstellungen und argumentierten für die Vernunft und gegen den Aberglauben.
Als Beispiele für die radikalen Veränderungen, die Kopernikus’ Theorien mit sich brachten, lassen sich anführen:
- Die Erde wird als Himmelskörper erkannt, nicht mehr als Zentrum der Schöpfung.

- Die aristotelische Einteilung in natürliche und unnatürliche Bewegungen wird infrage gestellt.

- Die Erde wird als beweglich betrachtet, nicht mehr als ruhend. Die Fixsternsphäre verliert ihre Rolle als Ausgangspunkt aller Bewegung.

- Himmelserscheinungen oberhalb des Mondes sind veränderlich. Der leere Raum zwischen den Fixsternen wird anerkannt.

- Ruhe und Bewegung verlieren ihren absoluten Sinn.

- Die Argumentation zugunsten der göttlichen Ordnung wird durch empirische Beobachtung ergänzt.

Thomas S. Kuhn beschreibt in seinem Werk Die kopernikanische Revolution die wesentlichen Veränderungen dieser Zeit. Die Erde wurde selbst als Himmelskörper betrachtet und konnte somit nicht mehr als Zentrum einer die gesamte Schöpfung bestimmenden Heilsgeschichte angesehen werden. Die aristotelische Einteilung der Bewegungen in „natürliche“ (radial vom oder zum Mittelpunkt, oder ewig gleichförmig im Kreis um ihn herum) und „unnatürliche“ (schiefer Wurf etc.) wurde infrage gestellt. Die Erde wurde nicht mehr als ruhend betrachtet; stattdessen galt der Fixsternhimmel als ruhend. Nach alter Lehre sollte er sich mit einer Umdrehung pro Sterntag am schnellsten von allem drehen und die Planeten, die Sonne und den Mond mit (im Mittel) jeweils abnehmender Geschwindigkeit antreiben. Die Drehung der äußersten Himmelssphäre konnte nicht mehr als Ausgangspunkt jeglicher Bewegung überhaupt (und damit auch aller irdischen Veränderungen) angesehen werden. Die Himmelserscheinungen oberhalb des Mondes galten nicht mehr als ewig unveränderlich; Veränderungen aller Art waren nicht auf den erdnahen Bereich (die sublunare Sphäre) beschränkt. Die Fixsterne wurden als viel weiter von der Sonne entfernt betrachtet als selbst der äußerste Planet. Sonst müssten sie aufgrund der Bewegung der Erde eine Sternparallaxe zeigen. Dazwischen musste leerer Raum existieren, im Gegensatz zu der herrschenden Vorstellung, leerer Raum sei unmöglich und Bewegung könne nur durch Berührung übertragen werden. „Ruhe“ und „Bewegung“ verloren ihren absoluten Sinn, was das Relativitätsprinzip der klassischen Mechanik vorbereitete. Kopernikus verwendete noch die Argumente der göttlichen Ordnung und der Sphärenharmonie, setzte sich aber von der syllogistischen Beweisführung der Scholastik ab, indem er das Einfache, leicht Verständliche für das Wahre hielt. Damit, und weil er sich auch zum Teil auf neue Beobachtungen stützte, wurde er ein Wegbereiter für die folgende Entwicklung der empirischen Wissenschaften. Diese Veränderungen führten zu einer tiefgreifenden Umgestaltung des wissenschaftlichen Weltbildes und legten den Grundstein für die moderne Naturwissenschaft.

### Die Einheit der Natur und die Verdrängung Gottes aus der Kosmologie
Die Reaktionen auf Kopernikus’ Theorie waren gemischt. Tycho Brahe lehnte das heliozentrische Modell ab, während Johannes Kepler und Galileo Galilei es weiterentwickelten und verteidigten. Galileis teleskopische Beobachtungen unterstützten das kopernikanische Modell und führten zu wichtigen Entdeckungen, die die Akzeptanz des heliozentrischen Weltbilds förderten.
Die katholische Kirche reagierte zunächst mit Ablehnung und Verboten, hob diese jedoch später auf. Das Werk von Giordano Bruno, der die Unendlichkeit des Universums postulierte, ging über Kopernikus hinaus und führte zu weiteren Kontroversen. Bruno war der Erste, der offen behauptete, dass die Sonne ein Stern wie alle anderen Fixsterne sei und dass das Universum unendlich sei, ohne eine zentrale Ordnung oder besondere physikalische Gesetze für den Himmel.
Kopernikus hatte ein heliozentrisches Modell vorgestellt, in dem die Erde als ein Planet die Sonne umkreist, und hatte damit der geozentrischen Sichtweise widersprochen. Damit waren auch die zeitweise rückläufigen Bewegungen der Planeten viel einfacher zu erklären als im geozentrischen Weltbild durch eigens dafür konstruierte  Epizykeln. Kepler entwickelte darauf aufbauend die Gesetze der Planetenbewegung, denen zufolge Planeten sich mit variierender Geschwindigkeit auf elliptischen Bahnen bewegen. Damit verloren die Bewegungen der Himmelskörper ihren vorher einzigartigen Status und wurden den auf der Erde gültigen physikalischen Gesetzen untergeordnet. Das von Kepler entwickelte Modell fußte auf Kopernikus in seiner Einfachheit, übertraf aber alle anderen Berechnungsmodelle, auch das seines Lehrers Tycho Brahe, bei weitem an Präzision in der Vorhersage der Bewegung der Sterne und Planeten.
Galilei und andere Astronomen bestätigten durch Einsatz der neuen Teleskope das heliozentrische Modell empirisch, so z. B. durch die Beobachtungen der Phasen der Venus und von Konjunktionen; zudem entwickelte Galilei die Grundlagen der Dynamik durch seine Experimente zur Bewegung. Schließlich erklärte Newton die Himmelsbewegungen und Galileis Experimente auf einheitliche und mathematisch exakte Weise durch die von ihm aufgestellten universellen Gesetze der Bewegung und der allgemeinen Massenanziehung. Diese Entwicklungen führten zu einer Verdrängung Gottes aus der unmittelbaren Erklärung kosmologischer Phänomene, da die Natur nun durch universelle physikalische Gesetze beschrieben wurde.
Gottfried Wilhelm Leibniz versuchte die Rolle Gottes in der Kosmologie zu verteidigen, indem er eine relationale Auffassung von Raum vertrat und Gott als den ultimativen Ordnungsgeber in den Beziehungen zwischen den Dingen sah (prästabilierte Harmonie). Seine Versuche, Gott in die kosmologische Erklärung einzubeziehen, standen im Widerspruch zur mechanistischen Weltanschauung, die sich besonders auf Newtons Erfolge gründete. Leibniz’ Versuch, die göttliche Vorsehung und Harmonie gegen die mechanistische Philosophie zu verteidigen, führte zu einer berühmten Debatte mit Samuel Clarke, einem Anhänger Newtons, über die Natur von Raum und Zeit.

## Philosophie

### Ausgangslage
Dem kontinentalen Rationalismus der frühen Aufklärung stand der britische Empirismus gegenüber, der methodologisch von Francis Bacon ausging und u. a. zu dem „Regelwerk“ Isaac Newtons, eine Anleitung zur sicheren Experimentalwissenschaft, führte. Während der Rationalismus von der Voraussetzung ausgeht, dass nur durch vorgegebene Elemente des (logischen) Denkens eine gesicherte Erkenntnis der äußeren Wirklichkeit erlangt werden kann, lehnt der Empirismus diese Ansicht ab, um Erkenntnis nur durch Sinneseindrücke (“Erfahrung”) und deren geistige Reflexion zu sichern.
David Hume hatte bereits vor Kant in der Einleitung seines Erstlingswerks A Treatise of Human Nature (1739) ausgeführt: „Even. Mathematics, Natural Philosophy, and Natural Religion, are in some measure dependent on the science of man“, und sich in der Folge die Beschäftigung mit „extent and force of human understanding“ zur Aufgabe gemacht, was seinerseits als „Kopernikanische Revolution“ bezeichnet worden ist.
Immanuel Kants Transzendentalphilosophie stellt einen erkenntnistheoretisch umfassenden Vermittlungsversuch zwischen diesen gegensätzlichen Positionen dar. Ihre Vermittlung setzt für Kant in der vorrangigen Konstatierung des Subjektiven, der Vorgabe durch Verstandestätigkeit (Vernunft im engeren, rational bestimmenden Sinne)  gegenüber dem einwirkenden, empirisch Gegebenen an, ein „Versuch“, der nach Ansicht Kants beide Positionen gleichermaßen umgreift. Dem »zufolge erweisen sich die Bedingungen der Erkenntnis zugleich als Bedingungen der Gegenstände der Erkenntnis«.
So wird der Geltungsanspruch für objektiv gültige Aussagen von möglicher Erfahrung (»apodiktische« Urteile bei Kant) gesetzt.
Um den hypothetischen Versuch eines solchen Herangehens auf dem Gebiet der Philosophie zu betonen, wählt Kant in seiner zweiten Auflage der Kritik der reinen Vernunft das historische Bild von Kopernikus, eine, wie er sagt, „analogische Umänderung der Denkart“:

„So verschafften die Centralgesetze der Bewegungen der Himmelskörper dem, was Copernicus anfänglich nur als Hypothese annahm, ausgemachte Gewißheit und bewiesen zugleich die unsichtbare den Weltbau verbindende Kraft (der Newtonischen Anziehung), welche auf immer unentdeckt geblieben wäre, wenn der erstere es nicht gewagt hätte, auf eine widersinnische, aber doch wahre Art die beobachteten Bewegungen nicht in den Gegenständen des Himmels, sondern in ihrem Zuschauer zu suchen. Ich stelle in dieser Vorrede die in der Kritik vorgetragene jener Hypothese analogische Umänderung der Denkart auch nur als Hypothese auf, ob sie gleich in der Abhandlung selbst aus der Beschaffenheit unserer Vorstellungen vom Raum und Zeit und den Elementarbegriffen des Verstandes nicht hypothetisch, sondern apodiktisch bewiesen wird, um nur die ersten Versuche einer solchen Umänderung, welche allemal hypothetisch sind, bemerklich zumachen.“

Diese nachträglich von Kant ergänzte Anmerkung soll also den grundsätzlichen Wandel unterstreichen, der sich durch die neuzeitliche Erkenntnistheorie, nun vom Betrachter ausgehend, vollzogen hat. Der Perspektivwechsel umfasst die Aufgabe, über die Metaphysik als strenge oder rationale Wissenschaft neu zu entscheiden, um zu sehen, ob sie dem Geltungsanspruch naturwissenschaftlicher Aussagen nachkommen könne. Das verknüpft die Anmerkung mit der ersten, vorangehenden Erwähnung Kopernikus’ in der Vorrede, die das Bild von der Erddrehung als „ersten Gedanken des Kopernikus“ gebraucht.

### Prägung der Metapher in der Kantrezeption
In Kants Schriften und Briefwechsel finden sich die Termini „kopernikanische Wende“ und „kopernikanische Revolution“ nicht. Dennoch hat die Bedeutung als Metapher hier ihren Anfang genommen und einen übertragenen, philosophischen Sinn erhalten: »Das erkennende Subjekt, der Mensch, wird so zum Gesetzgeber der Natur – in der Tat eine Revolution (wörtlich: „Umwälzung“) im Verständnis des Zusammenhangs von Erkenntnis und erkennbarer Wirklichkeit«.
Kants Vergleich ist »wirkungsmächtig« in die Philosophiegeschichte und in ein »allgemeines Bewusstsein« eingegangen, insofern der Terminus nicht nur in der Sekundärliteratur immer wieder auftritt, sondern auch die Interpretation dieser Analogie bis heute kontrovers diskutiert wird.
Eine Kontroverse umfasst zudem die Frage, inwiefern Kant im o. g. Wortlaut eine physikalische »Hypothese« (als wahrheitsgültigen Erklärungsgrund) oder eine geometrisch-astronomische Hypothese (als Element eines deduktiven Begriffssystems, um „Phänomene zu retten“, ökonomisch zu klassifizieren) meint. Kants Hinweis auf Newton, der 'Hypothesen' ebenfalls in mehreren Bedeutungen verwandte, lässt weiteren Interpretationsspielraum zu.

### Naturphilosophische Rezeption
Victor Cousin hebt eine anthropozentrische Bedeutungsgebung durch Kant hervor, insofern er die Objekte der Erkenntnis um den Menschen habe kreisen lassen statt den Menschen um die Objekte.
Georg Christoph Lichtenberg wandte gegen Kants a priori ein, dass die Sprache jeder Aussage vorangehe und alle Philosophie daher „Berichtigung des Sprachgebrauchs“ sei. Kopernikus habe selbstverständliche Sätze wie „die Sonne geht auf“ in Frage gestellt.
Pierre Duhem spricht in La théorie physique, son objet, sa structure (1906) von einer ‹Kopernikanischen Revolution›, um seine These zu verdeutlichen, dass die historische Umwälzung der Planetensysteme eine „fortschreitende Entwicklung“ genommen habe, an der unterschiedliche geschichtliche Stadien der Schwerpunkt-Theorie der Mechanik maßgeblich beteiligt waren.
Nach Bertrand Russell hat Kant, indem er den Menschen ins Zentrum der Erkenntnistheorie rückte, noch gar nicht die eigentliche kopernikanische Wende vollzogen, weil er den Menschen wieder ins Zentrum der Welt gerückt habe, nachdem Kopernikus ihn daraus entfernt hatte. Russells geradezu »anti-kopernikanische« Interpretation wurde hingegen, in Anbetracht der Kantischen Aufbaus der empirischen Wirklichkeit, deren Gewissheit ganz aus den Prinzipien des Erkenntnisvermögens anhebt, als eine »naive Ansicht« bezeichnet.
In der Folge werden Ereignisse als kopernikanische Wende bezeichnet, bei denen die Reflexion des Denkens zu Sprachkritik wird, wie bei der sogenannten linguistischen Wende seit Beginn des 20. Jahrhunderts, Fritz Mauthners Sprachphilosophie oder etwa Noam Chomskys Arbeiten über die Syntax-Theorie.
Vom linguistischen Begriff des Paradigmas ging Thomas S. Kuhn mit seinem Versuch einer allgemeinen Theorie wissenschaftlicher Revolutionen The Structure of Scientific Revolutions (1962) aus, was den Begriff des Paradigmenwechsels populär gemacht hat.

### Anthropologische Rezeption
Goethe schrieb in den 1810 erschienenen Materialien zur Geschichte der Farbenlehre:

„Doch unter allen Entdeckungen und Überzeugungen möchte nichts eine größere Wirkung auf den menschlichen Geist hervorgebracht haben, als die Lehre des Kopernikus. Kaum war die Welt als rund anerkannt und in sich selbst abgeschlossen, so sollte sie auf das ungeheure Vorrecht Verzicht tun, der Mittelpunkt des Weltalls zu sein. Vielleicht ist noch nie eine größere Forderung an die Menschheit geschehen: denn was ging nicht alles durch diese Anerkennung in Dunst und Rauch auf: ein zweites Paradies, eine Welt der Unschuld, Dichtkunst und Frömmigkeit, das Zeugnis der Sinne, die Überzeugung eines poetisch-religiösen Glaubens; kein Wunder, daß man dies alles nicht wollte fahren lassen, daß man sich auf alle Weise einer solchen Lehre entgegensetzte, die denjenigen, der sie annahm, zu einer bisher unbekannten, ja ungeahneten Denkfreiheit und Großheit der Gesinnungen berechtigte und aufforderte.“

Und noch 1832 bekräftigte er gegenüber Kanzler von Müller, es sei

„Die größte, erhabenste, folgenreichste Entdeckung, die je der Mensch gemacht hat, in meinen Augen wichtiger als die ganze Bibel.“

Friedrich Nietzsche stellte in seinem Werk Jenseits von Gut und Böse (1886) Nikolaus Kopernikus als „Gegner des Augenscheins“ (JGB-12) dar. Die Vereinfachung der ptolemäischen Himmelsbewegungen, an der Kopernikus gelegen war, fiel für Nietzsche kaum ins Gewicht. Vielmehr kam es ihm auf den Übergang von der naiven Sicht eines scheinbar in Ruhe befindlichen Himmelsbeobachters zu einer übergeordneten Perspektive an, die der Sinneswahrnehmung nicht zugänglich ist. Nietzsches Lob der übergeordneten Perspektive wurde von Eduard Meyer wiederum als „kopernikanische Tat“ dargestellt. Kant dagegen betrachtete den Perspektivenwechsel, den Kopernikus vorgeschlagen hatte, nicht als Triumph eines Subjekts über allgemeine Naivität, sondern als eine Erfolg versprechende Versuchsanordnung.
Nietzsches Interpretation des „kopernikanischen“ Perspektivenwechsels als Veränderung einer Rangordnung und als Verlust der Sicherheit hatte bedeutenden Widerhall im 20. Jahrhundert. Er wurde mit den gegensätzlichen Vorstellungen der Kränkung und der Überheblichkeit des Menschen durch den Fortschritt der Wissenschaften in Verbindung gebracht.
Oswald Spengler vergröberte Nietzsches Äußerungen zu einer Gegenüberstellung von naiven Vorstellungen mit naturwissenschaftlichen Tatsachen. Er sah in der kopernikanischen Wende eine „Befreiung vom Augenschein“, wie sie „der abendländische Geist der Natur gegenüber“ zum „heute allein gültigen“ Weltsystem vollzogen habe, und präsentierte nach diesem Muster eine „kopernikanische Entdeckung“ in der Geschichtstheorie, die er Der Untergang des Abendlandes (1918/22) nannte.
Sigmund Freud sprach von einer „kosmologischen Kränkung“ des Menschen, die den ersten Platz in den historischen Kränkungen der Menschheit einnehme (Eine Schwierigkeit der Psychoanalyse, 1917). Hans Blumenberg entwickelte aus der Kränkungshypothese ein monumentales Geschichtsbild, das Interpretationen von Kant über Nietzsche bis Freud zu einem Kopernikus-Mythos verband. Die Randstellung des Menschen sei von Dichtern und Denkern durch einen „teilweise triumphalen Gestus kompensiert“ worden.
Bertrand Russell dagegen hielt fest, dass Subjektivität bei der wissenschaftlichen Weltbeschreibung ein Laster sei. Seine These von einer „ptolemäischen Konterrevolution“ Kants, weil dieser den Menschen mit einer anthropozentrischen Denkweise zurück in jenes Zentrum setze, von dem ihn Kopernikus „entthront“ habe, lässt sich kaum ohne die Nietzsche-Rezeption verstehen.
Um 1960 hat Hermann Bondi mit dem Schlagwort Kopernikanisches Prinzip die Rede vom Verlust einer besonderen Stellung des Menschen im Weltall wiederaufgenommen. Der Wissenschaftsautor John Gribbin hat die gesamte Entwicklung der modernen Wissenschaft seit Kopernikus unter dem Gesichtspunkt beschrieben, wie sie dem Menschen seine angenommene Sonderstellung in der Welt schrittweise genommen hat.